# Venturuzzo di Franceschino
Venturuzzo di Franceschino (zm. w XIV wieku) – kapitan regent San Marino w 1336 roku (wspólnie z Muzolem da Bautim).